# Робер Маяр
Робер Маяр (на френски: Robert Maillart) е швейцарски строителен инженер, известен с проектирането на леки и прости мостове от стоманобетон.

## Биография
Робер Маяр е роден на 6 февруари 1872 г. в Берн, Швейцария. Завършва Швейцарския висш технически институт в Цюрих.

## Кариера
Завръща се в Берн, за да работи в продължение на три години с „Пюнпин & Херцог“ (1894 – 1896). След това работи в продължение на две години с град Цюрих, а след това в продължение на няколко години с частна фирма там. През 1902 г. основава собствена фирма – „Maillart & Cie“.
|  | Тази страница частично или изцяло представлява превод на страницата Robert Maillart в Уикипедия на английски. Оригиналният текст, както и този превод, са защитени от Лиценза „Криейтив Комънс – Признание – Споделяне на споделеното“, а за съдържание, създадено преди юни 2009 година – от Лиценза за свободна документация на ГНУ. Прегледайте историята на редакциите на оригиналната страница, както и на преводната страница, за да видите списъка на съавторите. ВАЖНО: Този шаблон се отнася единствено до авторските права върху съдържанието на статията. Добавянето му не отменя изискването да се посочват конкретни източници на твърденията, които да бъдат благонадеждни. |